# Max Lachnit

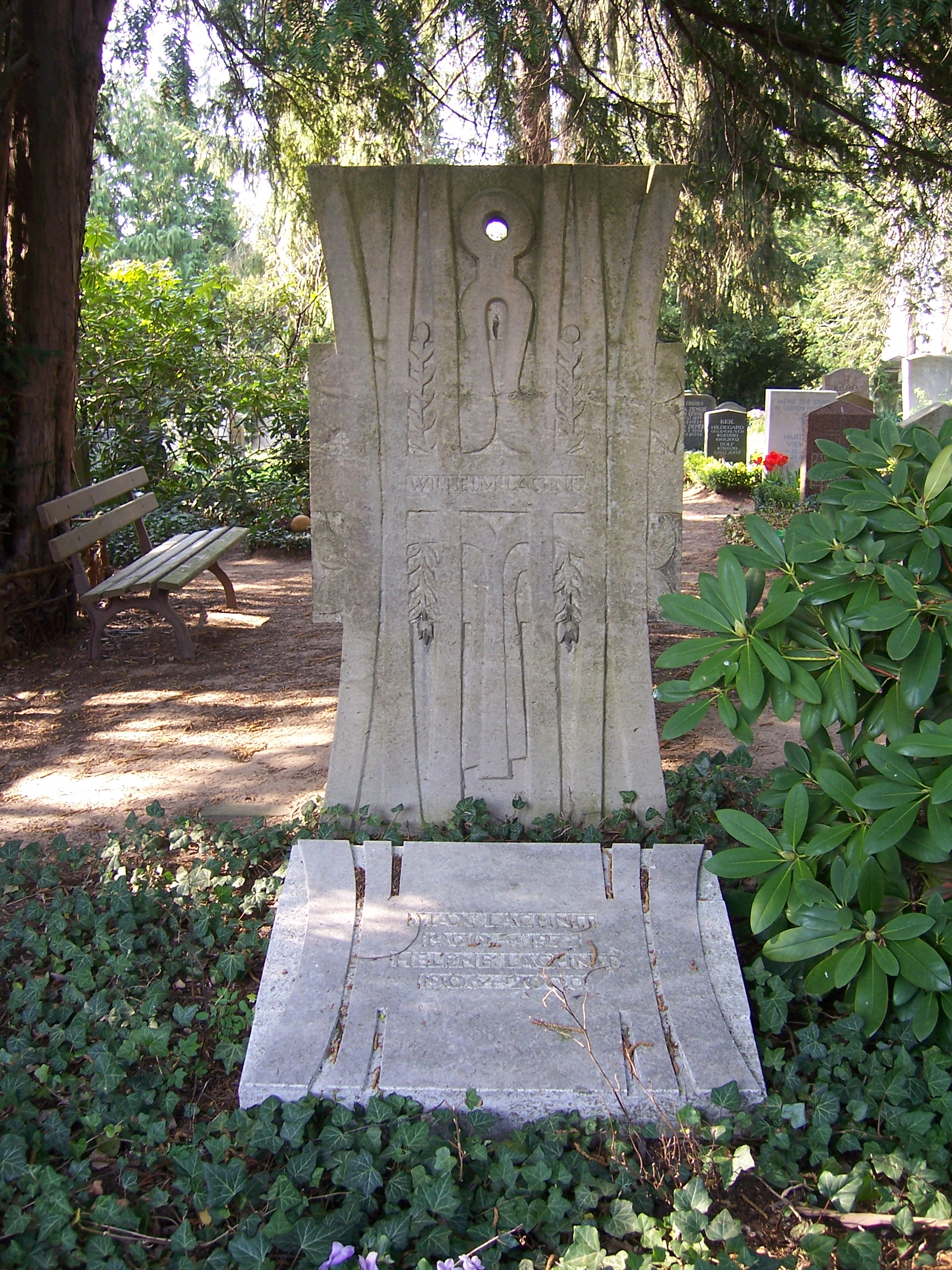
Grab Max Lachnits auf dem Loschwitzer Friedhof

Max Lachnit (* 28. Dezember 1900 in Gittersee bei Dresden; † 1. November 1972 in Dresden) war ein deutscher Architekt und Bildhauer.

## Leben und Wirken
Lachnit war ein Sohn des Tischlers Wilhelm Lachnit und dessen Ehefrau Emma Martha Lachnit geb. Springer. Sein Bruder Wilhelm Lachnit wurde ein erfolgreicher Maler. Nach einer Tischlerlehre besuchte Max Lachnit die Abendschule der Kunstgewerbeschule Dresden, wo er Eugen Hoffmann, Otto Griebel, Eric Johansson (1896–1979), Otto Dix und Hans Grundig kennenlernte. Von 1926 bis 1928 studierte er bei Erich Zschiesche (* 1892) an der inzwischen in Akademie für Kunstgewerbe Dresden umbenannten Kunstgewerbeschule und war anschließend als freischaffender Künstler tätig.
In den frühen 1930er-Jahren wurde er als Mitglied in den Bund Deutscher Architekten (BDA) berufen, arbeitete aber auch als Architekt im Dresdner Atelier des Bildhauers Hermann Richter (1894–1942), eines Schülers von Karl Albiker. Im Auftrag von Wilhelm Kreis schuf Lachnit ab 1939 Reliefs und ornamentale Plastiken. Im Jahr 1945 wurde Lachnits Atelier am Georgplatz 2 ausgebombt, er lebte nach einem kurzen Aufenthalt in Berlin ab 1946 in Dresden unter anderem im Künstlerhaus Dresden-Loschwitz.
Für die Hygiene-Ausstellung in Dresden erstellte er mehrere Reliefs, wie auch zahlreiche Reliefs und Schlusssteine der Altmarktbebauung von ihm stammen. Neben figürlichem Schmuck war Lachnit in seinen späten Lebensjahren auch im Bereich der Grafik tätig.
Lachnit war Mitglied des Verbands Bildender Künstler der DDR.
Sein Grab befindet sich auf dem Loschwitzer Friedhof.

## Öffentliche Sammlungen mit Werken Lachnits (unvollständig)
- Altenburg/Thür.: Lindenau-Museum
- Berlin: Nationalgalerie

- Dresden: Galerie Neue Meister[2]
- Dresden: Kupferstichkabinett[2]
- Dresden: Skulpturensammlung[2]
- Dresden: Sächsischer Kunstfonds[2]

## Werke im öffentlichen Raum in Dresden (Auswahl)

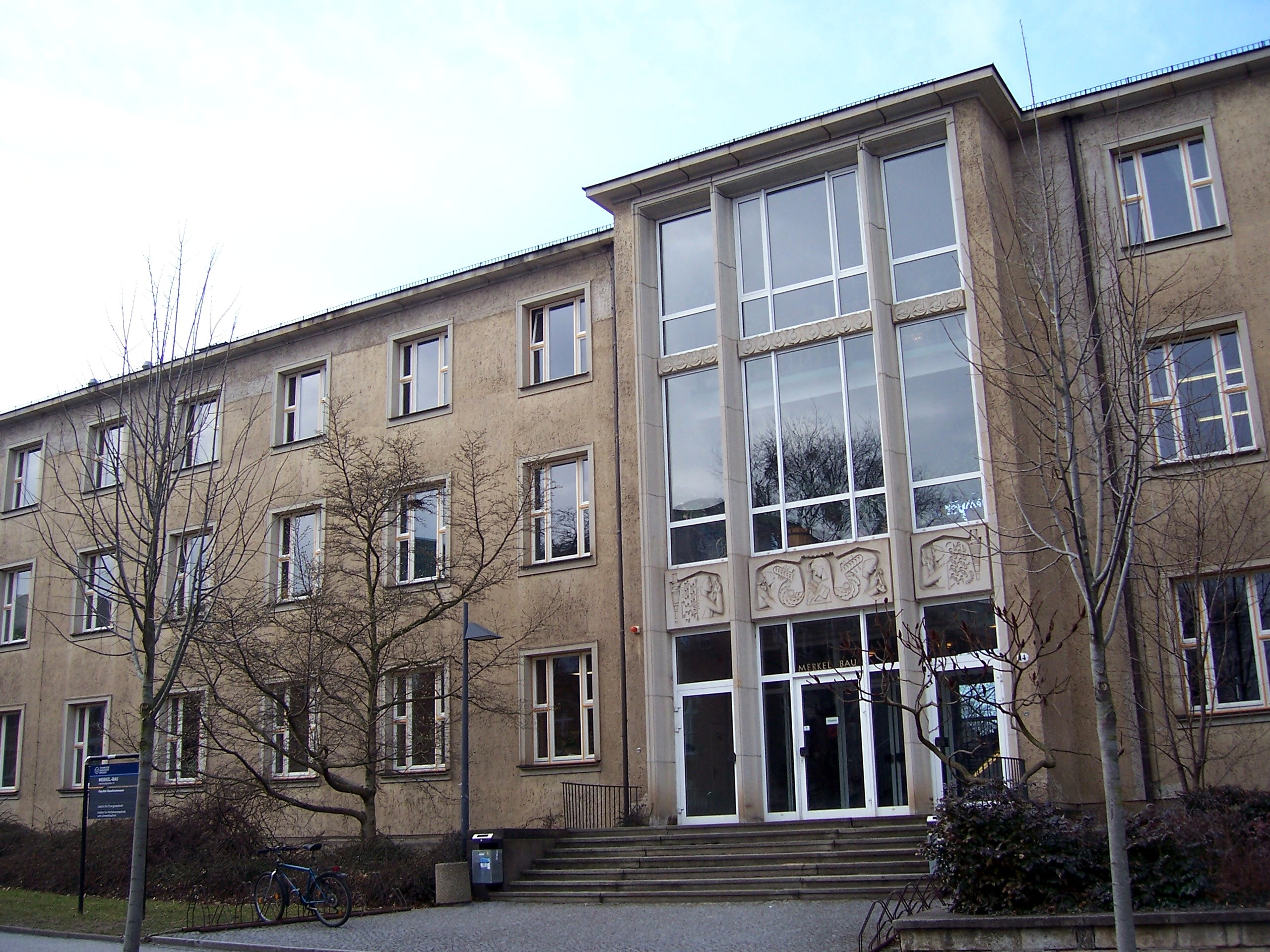
Reliefschmuck am Merkel-Bau der Technischen Universität Dresden

- um 1929: Modell für das „Simon-Bolivar-Denkmal“ für Quito in Peru (mit Eugen Hoffmann)
- 1954: Erkerreliefs am Studentenwohnheim Fritz-Löffler-Straße 16 in Dresden
- 1954: Reliefs und Schlusssteine der östlichen Altmarktbebauung in Dresden
- 1955: Tor- und Segmentbogen an der westlichen Altmarktbebauung in Dresden
- 1956: Reliefschmuck „Lehre und Forschung“ über dem Eingang des Merkel-Baus der Technischen Universität Dresden
- 1956: Brunnen „Der Flugwille des Menschen“ vor dem Studentenwohnheim Güntzstraße 28/28a in Dresden (Fragment)[3]
- 1957: Flügelradbrunnen in Sandstein am Gerhart-Potthoff-Bau der Technischen Universität Dresden, Hettnerstraße 1 (Das Flügelrad als Symbol der Eisenbahn und des Schienenverkehrs verweist auf die Verkehrshochschule. Die drei Adler auf einer Art Rad symbolisieren die Fortbewegung, bezugnehmend auf Hermes den Götterboten.)
- 1958–1959: Löwenausleger der Löwenapotheke in Dresden
- 1962: Altarbild im Exerzitienhaus Hoheneichen
- 1962–1963: Flachrelief der „Verklärung Christi“ für die katholische St.-Petrus-Kirche in Dresden-Strehlen

## Ausstellungen (unvollständig)

### Einzelausstellungen
- 1973: Dresden, Kunstausstellung Kühl
- 1983: Dresden, Neue Dresdner Galerie
- 1987: Dresden Galerie Nord
- 1991: Magdeburg, Kloster Unser Lieben Frauen

### Beteiligung an Ausstellungen
- 1938: Dresden, Städtische Kunsthalle („Frühjahrsausstellung der Vereinigung Schaffender Künstler Dresden e. V.“)

- 1947: Dresden, Klubhaus des Kulturbunds zur demokratischen Erneuerung Deutschlands („Erste Ausstellung Dresdner Künstler“)[4][5]
- 1948: Leipzig, Museum der bildenden Künste („Ausstellung Dresdner Künstler“)[6]
- 1949: Dresden, 2. Deutsche Kunstausstellung
- 1974: Berlin („Grafik in der DDR“)
- 1975: Schwerin, Staatliches Museum („Farbige Grafik in der DDR“)
- 1976: Leipzig („Ausgewählte Handzeichnungen von Künstlern der DDR“)
- 1979: Berlin, Altes Museum („Weggefährden – Zeitgenossen. Bildende Kunst aus 3 Jahrzehnten“)
- 1979: Berlin, Altes Museum („Jugend in der Kunst“)
- 1980: Leipzig, Galerie am Sachsenplatz („Gouachen und Temperablätter von Künstlern der DDR“)
- 1983: Freital, Schloss Burgk („Druckgrafik der DDR“)
- 1984: Berlin, Altes Museum („Alltag und Epoche“)